# Katarina Avbar
Katarina Avbar, slovenska kantavtorica, tekstopiska, skladateljica, pevka, igralka, producentka, profesorica slovenščine, primerjalna književnost, literarna teorija. * 29. maj 1975, Novo mesto, † 8. marec 2018.

## Diskografija

### Kompilacije
2009
- Kantfest 7
- Val 09 – Imamo dobro glasbo (Odkar te ni, Kèt)

2010
- Kantfest 8
- Rokerji pojejo pesnike 6

2011
- Rokerji pojejo pesnike 7

2012
- Rokerji pojejo pesnike 8

2013
- Rokerji pojejo pesnike 9

2014
- Rokerji pojejo pesnike 10
- Val 014 – Imamo dobro glasbo (Tebe (Te imam), Vesna Zornik & TangoApasionada)

### Samostojni albumi
- Beležnica (2011): V odsotnosti nečesa, Klobuk, Kdaj pa kdaj se zgodi, Tja, Ti in jaz, Igor, Ali veste, Oz, Pesek v oči, Sence in prah, ALI – ali, Med besedo in molkom.
- Na drugi strani (2016): Reka tiho poje mi, Ne reci nič, List med listi, Nomadi, Na veke vekov, Gentleman, Ivo, Sem, kakršna sem, Ples v dežju, Pesem o prihodnosti, Neslišna.

## Projekti
- 2009–2012: Poslušaj − idejna in programska vodja ter producentka delavnic za ustvarjanje avtorske glasbe za gledališče in film v Gledališču Glej
- 2010−2014: Rokerji pojejo pesnike (RPP) − uglasbitve pesmi Suzane Keber, Bojana Tomažiča in Aleša Štegra ter koncerti
- 2012−2013: SiTi za dobro musko − idejna in programska vodja ter producentka koncertnega programa v SiTi Teatru

## Festivali
- 2007: Festival slovenskega šansona z avtorsko skladbo Kdaj pa kdaj se zgodi
- 2009: 7. festival kantavtorske glasbe Kantfest − posebna nagrada za nastop s Petrom Deklevo
- 2010: 8. festival kantavtorske glasbe Kantfest